# Sant Antoni de Santes Masses
Sant Antoni de Santes Masses és una església de Pinell de Solsonès (Solsonès) inclosa a l'Inventari del Patrimoni Arquitectònic de Catalunya.

## Situació
Es troba a l'extrem oest del terme municipal, al cap d'amunt del serrat de Sant Antoni, un turó que s'aixeca un centenar de metres a l'esquerra de la riera de Madrona, entre el barranc de Pinós i el Clot de l'Infern. Sota seu s'alça la masia de cal Llobet i les runes de la de Santesmasses.

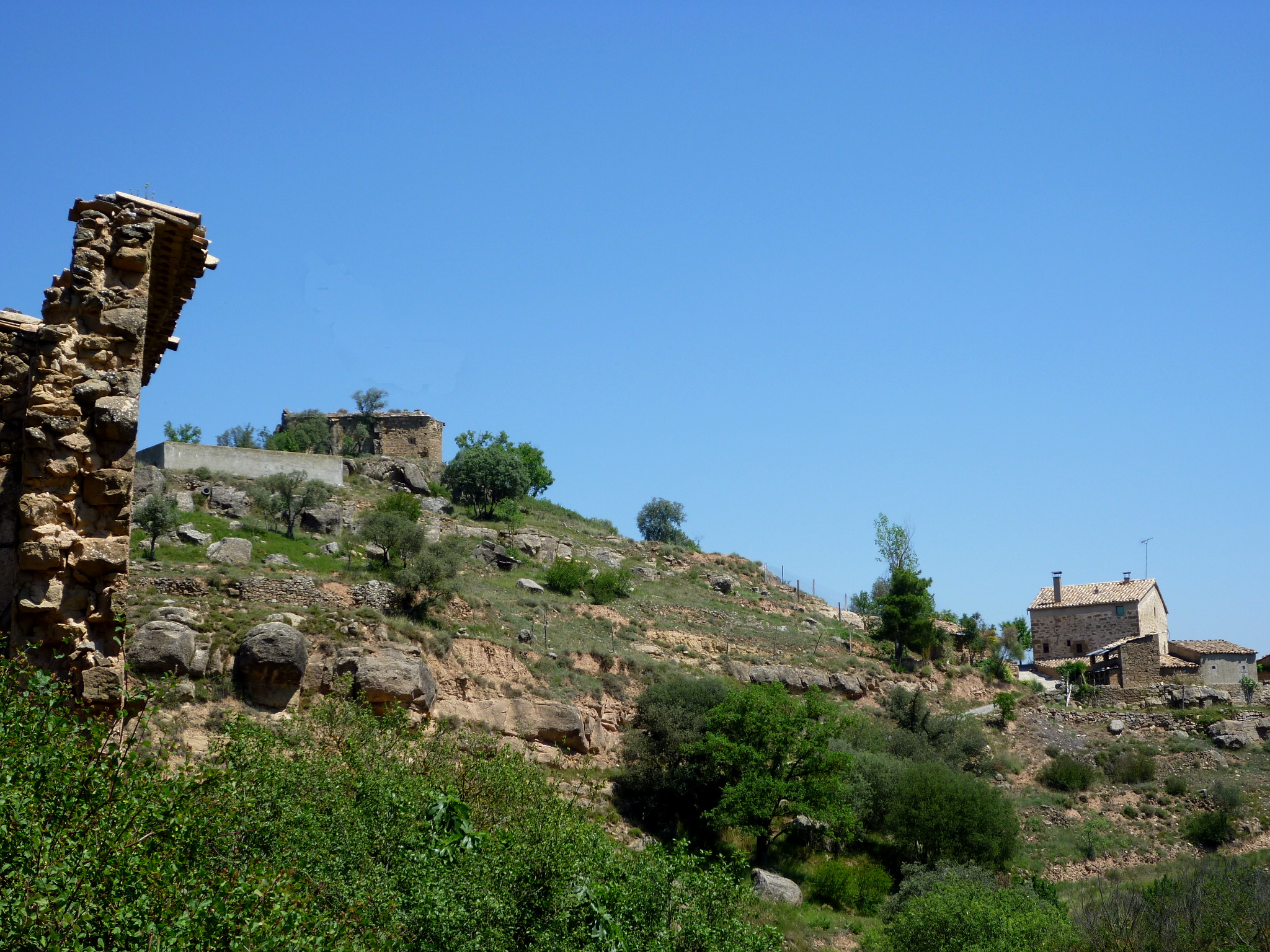
Situació de la capella

S'hi pot anar des de la carretera C-14 (Eix Tarragona - Andorra). Al km. 130,3 (41° 58′ 27″ N, 1° 17′ 50″ E / 41.974035°N,1.297289°E) surt en direcció de llevant una carretera asfaltada que ressegueix el curs de la riera. Està molt ben senyalitzada. Seguint aquesta carretera, al cap de 2,2 km.(41° 58′ 11″ N, 1° 19′ 07″ E / 41.969586°N,1.318518°E), es pren una pista que revolta a la dreta indicada com direcció "Llobet". Amb menys de 900 metres s'arriba a cal Llobet on cal deixar el vehicle i pujar a peu a l'ermita. La pista és molt dreta. Recomanable tot terreny.

## Descripció
Església d'una nau i absis rodó (5,70 x 17) orientat a llevant. La nau està coberta amb volta de canó, però avui està ensorrada gairebé totalment. Té un arc presbiteral i tres arcs torals, de mig punt. Coincidint amb els arcs torals, exteriorment, hi ha contraforts. El parament és de grans pedres tallades en filades.
La zona dels peus ha desaparegut i, posteriorment, s'ha construït un mur en l'últim arc toral; per sota d'aquest hi ha un arc apuntat tapiat. Té la porta al sud, d'arc adovellat de mig punt.